# Smoline
Smoline (ukrainisch Смоліне; russisch Смолино Smolino) ist eine Siedlung städtischen Typs in der Oblast Kirowohrad in der Zentralukraine mit etwa 9700 Einwohnern (2024).

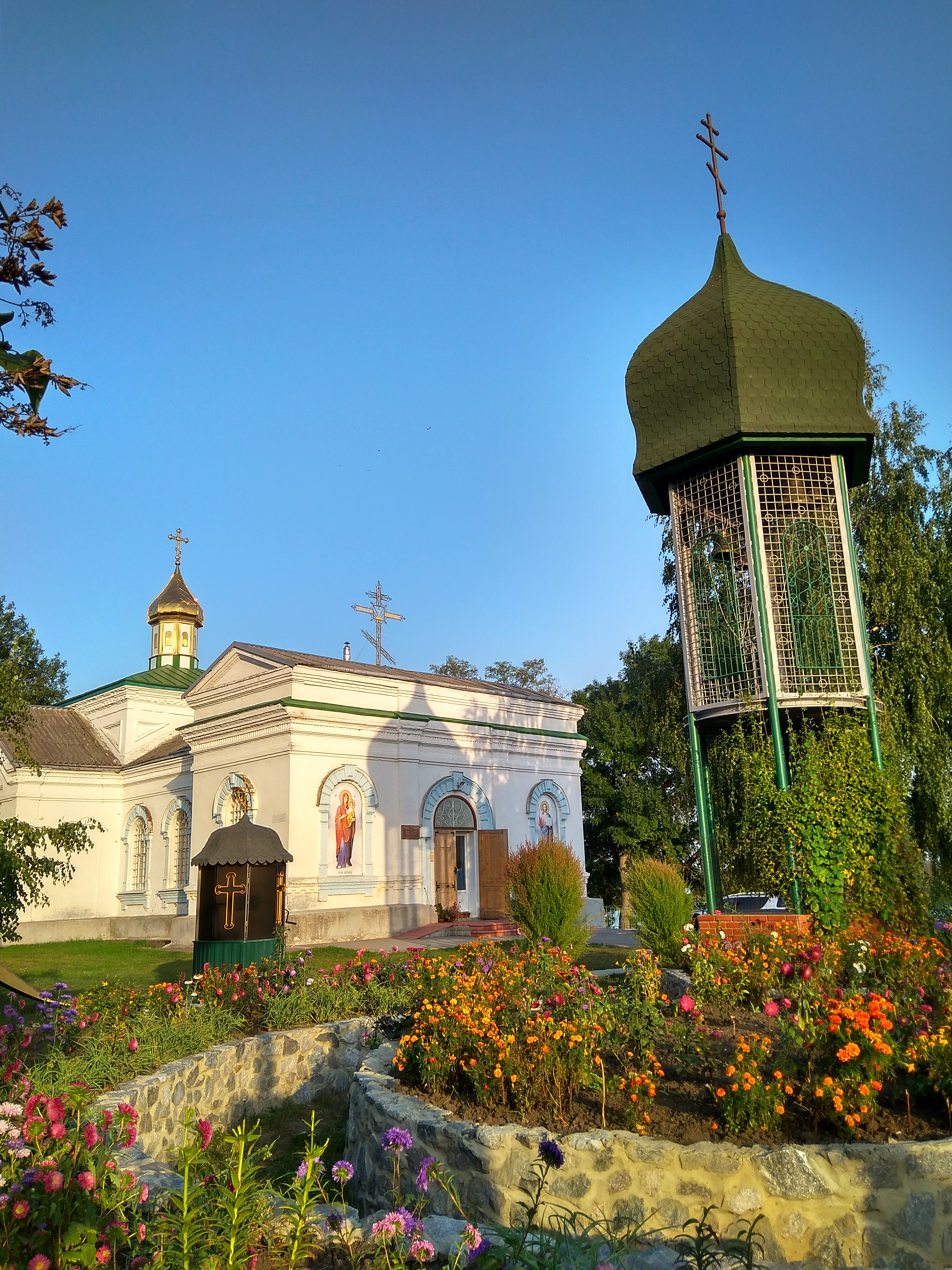
Kirche im Ort

Die 1976 gegründete Siedlung wurde nach dem Geologen Nikolai Smolin (ukrainisch: Миколи Смоліна/ russisch: Николая Смолина) benannt und ist ein Zentrum der Förderung und Weiterverarbeitung von Uran in der Ukraine.

## Geographie
Die Siedlung liegt am Ufer des Kylten (Кильтень), ein 39 km langer Nebenfluss des Welyka Wys 79 km westlich des Oblastzentrums Kropywnyzkyj und 31 km westlich des ehemaligen Rajonzentrums Mala Wyska. Südlich des Ortes verläuft die Fernstraße M 12/E 50, die von Stryj nach Snamjanka führt.

## Ökonomie
Die VostGOK, der größte Uranerzbergbau- und Verarbeitungsbetrieb der Ukraine mit Sitz in Schowti Wody betreibt im Ort seit dem 28. April 1972 eine Uranmine ⊙.
Im Oktober 2010 wurde ein Abkommen über den Bau eines Betriebes zur Verarbeitung von Uranerz geschlossen.
Der Bau der Anlage zur Produktion von Kernbrennstoff begann am 4. Oktober 2012.
Die Anlage wird mit der Herstellung von Brennstoff für Kernreaktoren des in der Ukraine üblichen Typs WWER-1000 starten, um die Sicherheit der Energieversorgung der Ukraine zu sichern.
Der erste Bauabschnitt soll bis 2014 fertiggestellt sein. Im Jahr 2015 soll die Anlage mit einer Kapazität von 400 Tonnen Uran pro Jahr in Betrieb genommen werden. Ab 2017, nach Fertigstellung des dritten Bauabschnitts, soll die Anlage ihre volle Kapazität erreichen. Nach vorläufigen Schätzungen werden die gesamten Baukosten auf mehr als sechs Milliarden US-Dollar geschätzt.

## Verwaltungsgliederung
Am 12. Juni 2020 wurde die Siedlung zum Zentrum der neugegründeten Siedlungsgemeinde Smoline (Смолінська селищна громада/Smolinska selyschtschna hromada). Zu dieser zählen 21 in der untenstehenden Tabelle aufgelisteten Dörfer, bis dahin bildete sie die gleichnamige Siedlungsratsgemeinde Smoline (Смолінська селищна рада/Smolinska selyschtschna rada) im Westen des Rajons Mala Wyska.
Am 17. Juli 2020 kam es im Zuge einer großen Rajonsreform zum Anschluss des Rajonsgebietes an den Rajon Nowoukrajinka.
Folgende Orte sind neben dem Hauptort Smoline Teil der Gemeinde:
| Name                     | Name              | Name                                  |
| ukrainisch transkribiert | ukrainisch        | russisch                              |
| ------------------------ | ----------------- | ------------------------------------- |
| Andrijiwka               | Андріївка         | Андреевка (Andrejewka)                |
| Beresiwka                | Березівка         | Берёзовка (Berjosowka)                |
| Chmeljowe                | Хмельове          | Хмелевое (Chmelewoje)                 |
| Dorofijiwka              | Дорофіївка        | Дорофеевка (Dorofejewka)              |
| Hajiwka                  | Гаївка            | Гаевка (Gajewka)                      |
| Jakymiwka                | Якимівка          | Акимовка (Akimowka)                   |
| Kalakolowe               | Калаколове        | Калаколово (Kalakolowo)               |
| Kopanky                  | Копанки           | Копанки (Kopanki)                     |
| Meschowe                 | Межове            | Межевое (Meschewoje)                  |
| Myropil                  | Миропіль          | Мирополь (Miropol)                    |
| Nowohryhoriwka           | Новогригорівка    | Новогригоровка (Nowogrigorowka)       |
| Nowooleksandriwka        | Новоолександрівка | Новоалександровка (Nowoaleksandrowka) |
| Nowopawliwka             | Новопавлівка      | Новопавловка (Nowopawlowka)           |
| Nowopetriwka             | Новопетрівка      | Новопетровка (Nowopetrowka)           |
| Nowostaniwka             | Новостанівка      | Новостановка (Nowostanowka)           |
| Nowowosnessenka          | Нововознесенка    | Нововознесенка                        |
| Polochiwka               | Полохівка         | Полоховка (Polochowka)                |
| Pjatychatky              | П’ятихатки        | Пятихатки (Pjatichatki)               |
| Sapaschka                | Запашка           | Запашка                               |
| Uspeniwka                | Успенівка         | Успеновка (Uspenowka)                 |
| Wynohradne               | Виноградне        | Виноградное (Winogradnoje)            |

## Bevölkerung
| 1979  | 1989  | 1992   | 2001  | 2014  | 2019  |
| ----- | ----- | ------ | ----- | ----- | ----- |
| 4.995 | 9.976 | 10.200 | 9.454 | 9.841 | 9.547 |

Quellen: 1979–1989;
ab 2001